# Kohautia subverticillata
Kohautia subverticillata là một loài thực vật có hoa trong họ Thiến thảo. Loài này được (K.Schum.) Mantell mô tả khoa học đầu tiên năm 1989.